# Владимир Йовович
Владимир Йовович (серб. Владимир Јововић / Vladimir Jovović, нар. 26 жовтня 1994, Никшич) — чорногорський футболіст, півзахисник клубу «Яблонець» та національної збірної Чорногорії.

## Клубна кар'єра
Володимир почав свою кар'єру у футбольному клубі «Сутьєска» з рідного міста Никшич. Виступати на змаганнях він почав у складі клубу до 17 років. У сезоні 2009/10 Йовович забив у юнацькій лізі 8 голів. Пізніше Владимир став виступати за молодіжний склад «Сутьєськи» і взяв участь у молодіжній лізі 2011/12. Всього зіграв 22 матчі і забив 9 м'ячів.
Дебют футболіста в основі першої команди відбувся 11 квітня 2012 року в матчі проти клубу «Будучност». Йовович вийшов на поле в стартовому складі і був вилучений на 39-й хвилині. Залишившись в меншості в першому таймі, «Сутьєска» зазнала розгромної поразки — 3:0. Перший гол за свій клуб Йовович забив 17 листопада у ворота клубу «Єдинство». З сезону 2012/13 став основним гравцем клубу, зігравши 30 матчів і забив три голи і допоміг команді виграти чемпіонат, а наступного сезону захистив титул. У лютому 2015 року в матчі чемпіонату проти «Будучності» отримав червону картку, після чого напав на арбітра, за що отримав 6-місячну дискваліфікацію і за клуб більше не грав, оскільки влітку контракт гравця з клубом закінчився.
14 серпня 2015 року, після закінчення терміну дискваліфікації, Йовович підписав контракт з сербською «Црвеною Звездою», яку очолював співвітчизник Владимира Міодраг Божович. Втім у новій команді закріпитись не зумів і дебютував лише 2 грудня в матчі на кубок Сербії проти «Бораца» (Чачак). Цей матч так і залишився єдиним для Владимира у складі столичного клубу, оскільки вже на початку 2016 року був відданий в оренду в ОФК (Белград), тренер якого, Драган Радоїчіч, раніше був тренером Йововича в «Сутьєсці», де закінчив сезон. Наступний сезон 2016/17 провів у двох інших сербських клубах — «Напредак» (Крушевац) та «Спартак» (Суботиця).
Влітку 2017 року, повернувшись із оренди, Йовович розпочав новий сезон із «Црвеною Звездою» і був включений у заявку на перший кваліфікаційний раунд Ліги Європи УЄФА 2017/18. Після того, як він не вийшов на поле у тих матчах, Йовович розірвав контракт з клубом і залишив його вільним агентом в останній день липня того ж року, а незабаром підписав 1-річний контракт з «Яблонцем». Станом на 23 вересня 2018 року відіграв за команду з Яблонця-над-Нісою 34 матчі в національному чемпіонаті.

## Виступи за збірні
2012 року дебютував у складі юнацької збірної Чорногорії, взяв участь у 3 іграх на юнацькому рівні.
Протягом 2012–2016 років залучався до складу молодіжної збірної Чорногорії. На молодіжному рівні зіграв у 10 офіційних матчах.
17 листопада 2013 року дебютував в офіційних іграх у складі національної збірної Чорногорії  в товариському матчі проти Люксембургу.

## Досягнення
- Чемпіон Чорногорії (3): 2012/13, 2013/14, 2021/22